# Escoubès-Pouts
 Escoubès-Pouts   es una población y comuna francesa, en la región de Mediodía-Pirineos, departamento de Altos Pirineos, en el distrito de Argelès-Gazost y cantón de Lourdes-Est.

## Historia
Escoubes es emparejado con Pouts desde el 1846. En 1876 la población ascendía a 270 habitantes.

## Demografía
| 63 | 82 | 76 | 67 | 68 | 96 | 104 |
| Para los censos de 1962 a 1999 la población legal corresponde a la población sin duplicidades (Fuente: INSEE [Consultar]) |    |    |    |    |    |     |

## Lugares y monumentos
- Église Saint-Jean-Baptiste para la iglesia de Escoubes
- Iglesia San Pedro de Roma para la iglesia de Pouts
- Molino que no funciona  después 1983